# 2005-ös Formula–1 kínai nagydíj
A kínai nagydíj volt a 2005-ös Formula–1 világbajnokság szezonzáró futama, amelyet 2005. október 16-án rendeztek meg a kínai Shanghai International Circuiten, Sanghajban.

## Szabadedzések

### Pénteki versenyzők
| Versenyző         | Csapat/Motor      |
| ----------------- | ----------------- |
| Pedro de la Rosa  | McLaren-Mercedes  |
| Ricardo Zonta     | Toyota            |
| Nicolas Kiesa     | Jordan-Toyota     |
| Vitantonio Liuzzi | Red Bull-Cosworth |

## Időmérő edzés
A pole-pozíciót Alonso szerezte meg Fisichella és Räikkönen előtt. 
| Helyezés | Versenyző            | Csapat/Motor      | Idő      | Különbség |
| -------- | -------------------- | ----------------- | -------- | --------- |
| 1        | Fernando Alonso      | Renault           | 1:34.080 | –         |
| 2        | Giancarlo Fisichella | Renault           | 1:34.401 | + 0.321   |
| 3        | Kimi Räikkönen       | McLaren-Mercedes  | 1:34.488 | + 0.408   |
| 4        | Jenson Button        | BAR-Honda         | 1:34.801 | + 0.721   |
| 5        | Juan Pablo Montoya   | McLaren-Mercedes  | 1:35.188 | + 1.108   |
| 6        | Michael Schumacher   | Ferrari           | 1:35.301 | + 1.221   |
| 7        | David Coulthard      | Red Bull-Cosworth | 1:35.428 | + 1.348   |
| 8        | Rubens Barrichello   | Ferrari           | 1:35.610 | + 1.530   |
| 9        | Ralf Schumacher      | Toyota            | 1:35.723 | + 1.643   |
| 10       | Mark Webber          | Williams-BMW      | 1:35.739 | + 1.659   |
| 11       | Felipe Massa         | Sauber-Petronas   | 1:35.898 | + 1.818   |
| 12       | Jarno Trulli         | Toyota            | 1:36.044 | + 1.964   |
| 13       | Antônio Pizzonia     | Williams-BMW      | 1:36.445 | + 2.365   |
| 14       | Christian Klien      | Red Bull-Cosworth | 1:36.472 | + 2.392   |
| 15       | Narain Karthikeyan   | Jordan-Toyota     | 1:36.707 | + 2.627   |
| 16       | Jacques Villeneuve   | Sauber-Petronas   | 1:36.788 | + 2.708   |
| 17       | Szató Takuma         | BAR-Honda         | 1:37.083 | + 3.003   |
| 18       | Christijan Albers    | Minardi-Cosworth  | 1:39.105 | + 5.025   |
| 19       | Tiago Monteiro       | Jordan-Toyota     | 1:39.233 | + 5.153   |
| 20       | Robert Doornbos      | Minardi-Cosworth  | 1:39.460 | + 5.380   |

## Futam
Fernando Alonso sikeres szezonját győzelemmel tudta befejezni, a Renault pedig megszerezte a konstruktőri világbajnok címet. Christijan Albers és Michael Schumacher összeütközött a felvezető körben, ezért a rajtnál boxból kellett rajtolniuk tartalék autóval. A német a 23. körben a biztonsági autós szakasz alatt elvesztette uralmát autója felett az egyik fékzónában, ahol megpördült, majd a kavicságyban ragadt. Giancarlo Fisichella áthajtásos büntetést kapott, mivel feltartotta Raikkönent a második boxkiállás előtt a boxba vezető útszakaszon. A leggyorsabb kört autózó (1:33,242) Räikkönen második lett Ralf Schumacher, Fisichella, Klien, Massa, Webber és Button előtt. Juan Pablo Montoyának már a verseny közepén fel kellett adnia a küzdelmet, mivel az egyik kerékvető burkolatának egy darabja súlyosan megrongálta versenyautóját.
| Helyezés | Rajtszám | Versenyző            | Csapat/Motor      | Futott kör | Idő/Kiesés oka      | Rajthely | Pont |
| -------- | -------- | -------------------- | ----------------- | ---------- | ------------------- | -------- | ---- |
| 1        | 5        | Fernando Alonso      | Renault           | 56         | 1h39:53.618         | 1        | 10   |
| 2        | 9        | Kimi Räikkönen       | McLaren-Mercedes  | 56         | + 4.015             | 3        | 8    |
| 3        | 17       | Ralf Schumacher      | Toyota            | 56         | + 25.376            | 9        | 6    |
| 4        | 6        | Giancarlo Fisichella | Renault           | 56         | + 26.114            | 2        | 5    |
| 5        | 15       | Christian Klien      | Red Bull-Cosworth | 56         | + 31.839            | 14       | 4    |
| 6        | 12       | Felipe Massa         | Sauber-Petronas   | 56         | + 36.400            | 11       | 3    |
| 7        | 7        | Mark Webber          | Williams-BMW      | 56         | + 36.842            | 10       | 2    |
| 8        | 3        | Jenson Button        | BAR-Honda         | 56         | + 41.249            | 4        | 1    |
| 9        | 14       | David Coulthard      | Red Bull-Cosworth | 56         | + 44.247            | 7        |      |
| 10       | 11       | Jacques Villeneuve   | Sauber-Petronas   | 56         | + 59.977            | 16       |      |
| 11       | 18       | Tiago Monteiro       | Jordan-Toyota     | 56         | + 1:24.648          | 19       |      |
| 12       | 2        | Rubens Barrichello   | Ferrari           | 56         | + 1:32.812          | 8        |      |
| 13       | 8        | Antônio Pizzonia     | Williams-BMW      | 55         | Defekt              | 13       |      |
| 14       | 20       | Robert Doornbos      | Minardi-Cosworth  | 55         | Kifogyott üzemanyag | 20       |      |
| 15       | 16       | Jarno Trulli         | Toyota            | 55         | + 1 kör             | 12       |      |
| 16       | 21       | Christijan Albers    | Minardi-Cosworth  | 50         | Kerékcsavar         | Box      |      |
| Ki       | 4        | Szató Takuma         | BAR-Honda         | 34         | Váltóhiba           | 17       |      |
| Ki       | 19       | Narain Karthikeyan   | Jordan-Toyota     | 28         | Baleset             | 15       |      |
| Ki       | 10       | Juan Pablo Montoya   | McLaren-Mercedes  | 24         | Motorhiba           | 5        |      |
| Ki       | 1        | Michael Schumacher   | Ferrari           | 20         | Kicsúszás           | Box      |      |

## A világbajnokság végeredménye
| H   | Versenyzők           | Pont | H   | Konstruktőrök     | Pont |
| --- | -------------------- | ---- | --- | ----------------- | ---- |
| 1.  | Fernando Alonso      | 133  | 1.  | Renault           | 192  |
| 2.  | Kimi Räikkönen       | 112  | 2.  | McLaren-Mercedes  | 182  |
| 3.  | Michael Schumacher   | 62   | 3.  | Ferrari           | 100  |
| 4.  | Juan Pablo Montoya   | 60   | 4.  | Toyota            | 88   |
| 5.  | Giancarlo Fisichella | 58   | 5.  | Williams-BMW      | 66   |
| 6.  | Ralf Schumacher      | 45   | 6.  | BAR-Honda         | 38   |
| 7.  | Jarno Trulli         | 43   | 7.  | Red Bull-Cosworth | 34   |
| 8.  | Rubens Barrichello   | 38   | 8.  | Sauber-Petronas   | 20   |
| 9.  | Jenson Button        | 37   | 9.  | Jordan-Toyota     | 12   |
| 10. | Mark Webber          | 36   | 10. | Minardi-Cosworth  | 7    |

(A teljes lista)

## Statisztikák
Vezető helyen:
- Fernando Alonso: 56 (1-56)

Fernando Alonso 8. győzelme, 9. pole-pozíciója, Kimi Räikkönen 8. leggyorsabb köre.
- Renault 25. győzelme

Antônio Pizzonia és a Minardi csapat utolsó versenye.